# 馬亞里

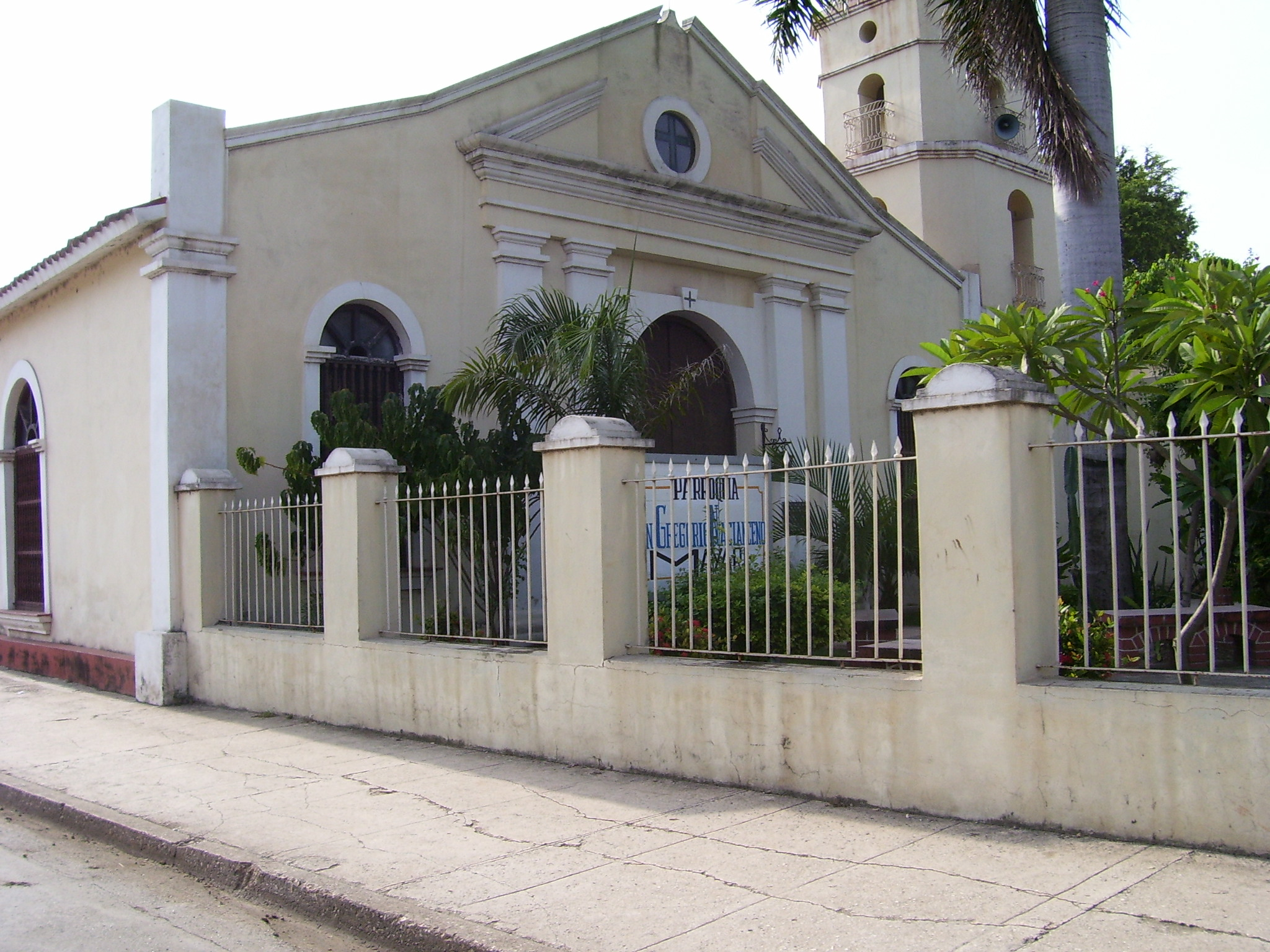

馬亞里是古巴的城市，属奧爾金省，距離哈瓦那829公里，始建於1757年，面積1,307平方公里，海拔高度15米，2004年人口普查數為105,505人，人口密度為每平方公里80.7人。
20°39′33″N 75°40′41″W / 20.6592°N 75.6781°W